# Final de la Copa Colombia 2015
La final de la Copa Colombia 2015 fueron una serie de partidos de fútbol disputados los días 14 y 19 de noviembre, con el propósito de definir el campeón de la Copa Colombia en su edición 2015, competición que reúne a todos los equipos profesionales del fútbol colombiano —Categoría Primera A y Categoría Primera B—.
Esta última fase del torneo fue disputada por Santa Fe, quien eliminó en semifinales a Once Caldas con un global de 3-2, y Junior, que triunfó sobre Independiente Medellín, con el global de 3(5)-(4)3. Junior venció a Santa Fe 2-1 en el global, terminando campeón y obteniendo un cupo a la Copa Sudamericana 2016.

## Llave
| Bandera del Departamento del Atlántico | vs. |              |
| -------------------------------------- | --- | ------------ |
| Junior 2 0 2                           | vs. | Santa Fe 0 1 |

| 11 de noviembre de 2015, 19:30 | Junior                  | 2:0 (1:0) | Santa Fe | Estadio Metropolitano, Barranquilla                      |                                                          |
|                                | Pérez 22' · Aguirre 76' | Reporte   |          | Asistencia: 22.258 espectadores Árbitro(s): Imer Machado | Asistencia: 22.258 espectadores Árbitro(s): Imer Machado |

| 21 de noviembre de 2015, 19:00 | Santa Fe  | 1:0 (0:0) | Junior | Estadio El Campín, Bogotá                                |                                                          |
|                                | Seijas 2' | Reporte   |        | Asistencia: 45.546 espectadores Árbitro(s): Adrián Vélez | Asistencia: 45.546 espectadores Árbitro(s): Adrián Vélez |

## Estadios
| Barranquilla                           | Bogotá, D. C.     |
| -------------------------------------- | ----------------- |
| Estadio Metropolitano Roberto Meléndez | Estadio El Campín |
| Capacidad: 46.692                      | Capacidad: 36.643 |
|                                        |                   |

## Camino a la final
Junior
| 18 de febrero                                                       | Fase de grupos Grupo A | Estadio Metropolitano Roberto Meléndez, Barranquilla | Junior              | 2 - 1       | Real Cartagena     |
| 4 de marzo                                                          | Fase de grupos Grupo A | Estadio Metropolitano Roberto Meléndez, Barranquilla | Junior              | 2 - 2       | Barranquilla F. C. |
| 19 de marzo                                                         | Fase de grupos Grupo A | Estadio Metropolitano Roberto Meléndez, Barranquilla | Barranquillla F. C. | 2 - 2       | Junior             |
| 15 de abril                                                         | Fase de grupos Grupo A | Estadio Metropolitano Roberto Meléndez, Barranquilla | U. Autónoma         | 0 - 2       | Junior             |
| 29 de abril                                                         | Fase de grupos Grupo A | Estadio Metropolitano Roberto Meléndez, Barranquilla | Junior              | 1 - 1       | Autónoma           |
| 7 de mayo                                                           | Fase de grupos Grupo A | Estadio Julia Turbay Samur, El Carmen de Bolívar     | Junior              | 1 - 0       | Real Cartagena     |
| Junior avanzó a octavos de final, primero en su grupo con 9 puntos. |                        |                                                      |                     |             |                    |
| 15 de julio                                                         | Octavos de final       | Estadio Atanasio Girardot, Medellín                  | Atlético Nacional   | 1 - 0       | Junior             |
| 29 de julio                                                         | Octavos de final       | Estadio Metropolitano Roberto Meléndez, Barranquilla | Junior              | 2 - 0       | Atlético Nacional  |
| Junior avanzó a cuartos de final tras un global de 2-1.             |                        |                                                      |                     |             |                    |
| 5 de agosto                                                         | Cuartos de final       | Estadio Metropolitano Roberto Meléndez, Barranquilla | Junior              | 2 - 1       | Tolima             |
| 2 de septiembre                                                     | Cuartos de final       | Estadio Manuel Murillo Toro, Ibagué                  | Tolima              | 1 - 1       | Junior             |
| Junior accedió a semifinales con un resultado global de 3-2.        |                        |                                                      |                     |             |                    |
| 23 de septiembre                                                    | Semifinales            | Estadio Metropolitano Roberto Meléndez, Barranquilla | Junior              | 2 - 1       | Medellín           |
| 30 de septiembre                                                    | Semifinales            | Estadio Atanasio Girardot, Medellín                  | Medellín            | 2(4) - (5)1 | Junior             |
| Junior avanzó a la Final con un resultado global 3(5) - (4)3.       |                        |                                                      |                     |             |                    |

Santa Fe
| Santa Fe preclasificó a octavos de final, directamente por la Dimayor. |                  |                                |             |       |             |
| 15 de julio                                                            | Octavos de final | Estadio El Campín, Bogotá      | Santa Fe    | 1 - 0 | La Equidad  |
| 29 de julio                                                            | Octavos de final | Estadio de Techo, Bogotá       | La Equidad  | 0 - 1 | Santa Fe    |
| Santa Fe avanzó a cuartos de final tras un global de 2-0.              |                  |                                |             |       |             |
| 5 de agosto                                                            | Cuartos de final | Estadio El Campín, Bogotá      | Santa Fe    | 3 - 0 | Cortuluá    |
| 2 de septiembre                                                        | Cuartos de final | Estadio Doce de Octubre, Tuluá | Cortuluá    | 0 - 0 | Santa Fe    |
| Santa Fe accedió a semifinales con un resultado global de 3-0.         |                  |                                |             |       |             |
| 7 de octubre                                                           | Semifinales      | Estadio Palogrande, Manizales  | Once Caldas | 1 - 0 | Santa Fe    |
| 15 de octubre                                                          | Semifinales      | Estadio El Campín, Bogotá      | Santa Fe    | 3 - 1 | Once Caldas |
| Santa Fe avanzó a la Final con un resultado global 3-2.                |                  |                                |             |       |             |

## Partidos

### Partido de ida
| 1          | Guardameta     | Sebastián Viera          |     |
| 5          | Defensa        | Andrés Correa            |     |
| 6          | Defensa        | William Tesillo          |     |
| 13         | Defensa        | Iván Vélez               |     |
| 20         | Defensa        | Juan Guillermo Domínguez |     |
| 28         | Centrocampista | Guillermo Celis          |     |
| 8          | Centrocampista | Gustavo Cuéllar          |     |
| 11         | Centrocampista | Jarlan Barrera           | 67' |
| 16         | Delantero      | Vladimir Hernández       |     |
| 21         | Delantero      | Juan David Pérez         | 73' |
| 14         | Delantero      | Édison Toloza            | 81' |
| Entrenador | Entrenador     | Alexis Mendoza           |     |

| 1          | Guardameta     | Robinson Zapata    |     |
| 26         | Defensa        | Yerry Mina         |     |
| 25         | Defensa        | Yair Arrechea      |     |
| 5          | Defensa        | Yulián Anchico     |     |
| 11         | Centrocampista | Leyvin Balanta     |     |
| 30         | Centrocampista | Yeison Gordillo    |     |
| 20         | Centrocampista | Sebastián Salazar  | 81' |
| 13         | Centrocampista | Juan Daniel Roa    |     |
| 8          | Centrocampista | Darío Rodríguez    | 75' |
| 24         | Delantero      | Jhon Fredy Miranda | 68' |
| 19         | Delantero      | Wilson Morelo      |     |
| Entrenador | Entrenador     | Gerardo Pelusso    |     |

| 29 | Delantero      | Jorge Aguirre | 67' |
| 7  | Delantero      | Yessy Mena    | 73' |
| 15 | Centrocampista | Luis Narváez  | 81' |

| 9  | Delantero      | Miguel Borja | 68' |
| 10 | Centrocampista | Omar Pérez   | 75' |
| 18 | Centrocampista | Almir Soto   | 81' |

| Anotado | 22' | Juan David Pérez | 1-0 |
| Anotado | 76' | Jorge Aguirre    | 2-0 |

| Amonestado | 24' | Juan David Pérez |

| Amonestado | 37' | Yulián Anchico    |
| Amonestado | 42' | Sebastián Salazar |
| Amonestado | 58' | Yeison Gordillo   |

| Árbitro             | Imer Machado        |
| Árbitros asistentes | Rafael Rivas        |
| Árbitros asistentes | Paolo Benítez       |
| Cuarto árbitro      | Juan Carlos Gamarra |

| 1          | Guardameta     | Sebastián Viera          |     |
| 5          | Defensa        | Andrés Correa            |     |
| 6          | Defensa        | William Tesillo          |     |
| 13         | Defensa        | Iván Vélez               |     |
| 20         | Defensa        | Juan Guillermo Domínguez |     |
| 28         | Centrocampista | Guillermo Celis          |     |
| 8          | Centrocampista | Gustavo Cuéllar          |     |
| 11         | Centrocampista | Jarlan Barrera           | 67' |
| 16         | Delantero      | Vladimir Hernández       |     |
| 21         | Delantero      | Juan David Pérez         | 73' |
| 14         | Delantero      | Édison Toloza            | 81' |
| Entrenador | Entrenador     | Alexis Mendoza           |     |

| 1          | Guardameta     | Robinson Zapata    |     |
| 26         | Defensa        | Yerry Mina         |     |
| 25         | Defensa        | Yair Arrechea      |     |
| 5          | Defensa        | Yulián Anchico     |     |
| 11         | Centrocampista | Leyvin Balanta     |     |
| 30         | Centrocampista | Yeison Gordillo    |     |
| 20         | Centrocampista | Sebastián Salazar  | 81' |
| 13         | Centrocampista | Juan Daniel Roa    |     |
| 8          | Centrocampista | Darío Rodríguez    | 75' |
| 24         | Delantero      | Jhon Fredy Miranda | 68' |
| 19         | Delantero      | Wilson Morelo      |     |
| Entrenador | Entrenador     | Gerardo Pelusso    |     |

| 29 | Delantero      | Jorge Aguirre | 67' |
| 7  | Delantero      | Yessy Mena    | 73' |
| 15 | Centrocampista | Luis Narváez  | 81' |

| 9  | Delantero      | Miguel Borja | 68' |
| 10 | Centrocampista | Omar Pérez   | 75' |
| 18 | Centrocampista | Almir Soto   | 81' |

| Anotado | 22' | Juan David Pérez | 1-0 |
| Anotado | 76' | Jorge Aguirre    | 2-0 |

| Amonestado | 24' | Juan David Pérez |

| Amonestado | 37' | Yulián Anchico    |
| Amonestado | 42' | Sebastián Salazar |
| Amonestado | 58' | Yeison Gordillo   |

| Árbitro             | Imer Machado        |
| Árbitros asistentes | Rafael Rivas        |
| Árbitros asistentes | Paolo Benítez       |
| Cuarto árbitro      | Juan Carlos Gamarra |

### Partido de vuelta
| 1          | Guardameta     | Robinson Zapata    |     |
| 5          | Defensa        | Yulián Anchico     | 45' |
| 26         | Defensa        | Yerry Mina         |     |
| 11         | Defensa        | Leyvin Balanta     |     |
| 21         | Defensa        | Francisco Meza     |     |
| 30         | Centrocampista | Yeison Gordillo    |     |
| 13         | Centrocampista | Sebastián Salazar  |     |
| 20         | Centrocampista | Luis Manuel Seijas |     |
| 17         | Centrocampista | Juan Daniel Roa    | 79' |
| 28         | Delantero      | Daniel Angulo      | 63' |
| 19         | Delantero      | Wilson Morelo      |     |
| Entrenador | Entrenador     | Gerardo Pelusso    |     |

| 1          | Guardameta     | Sebastián Viera          |     |
| 5          | Defensa        | Andrés Correa            |     |
| 6          | Defensa        | William Tesillo          |     |
| 13         | Defensa        | Iván Vélez               |     |
| 20         | Defensa        | Juan Guillermo Domínguez |     |
| 28         | Centrocampista | Guillermo Celis          |     |
| 8          | Centrocampista | Gustavo Cuéllar          |     |
| 11         | Centrocampista | Luis Narváez             |     |
| 16         | Delantero      | Vladimir Hernández       | 85' |
| 21         | Delantero      | Juan David Pérez         | 72' |
| 14         | Delantero      | Édison Toloza            | 46' |
| Entrenador | Entrenador     | Alexis Mendoza           |     |

| 7  | Centrocampista | Omar Pérez        | 46' |
| 31 | Delantero      | Yair Arboleda     | 63' |
| 14 | Delantero      | Baldomero Perlaza | 79' |

| 9  | Delantero      | Roberto Ovelar | 46' |
| 10 | Delantero      | Jorge Aguirre  | 72' |
| 18 | Centrocampista | Yhonny Ramírez | 85' |

| Anotado | 2' | Luis Manuel Seijas | 1-0 |

| Amonestado | 26' | Yulián Anchico     |
| Amonestado | ??' | Luis Manuel Seijas |

| Amonestado           | 90+6' | Andrés Felipe Correa |
| Amonestado           | 90+5' | Luis Narváez         |
| Amonestado           | 90+4' | Sebastian Viera      |
| Amonestado           | 88'   | Jorge Aguirre        |
| Amonestado           | 85'   | Vladimir Hernandéz   |
| Otorgado · Expulsado | 82'   | William Tesillo      |
| Amonestado           | 60'   | Gustavo Cuellar      |
| Amonestado           | 39'   | William Tesillo      |

| Árbitro             | Adrián Velez     |
| Árbitros asistentes | Humberto Clavijo |
| Árbitros asistentes | Rolando Guevara  |
| Cuarto árbitro      | Jorge Sierra     |

| 1          | Guardameta     | Robinson Zapata    |     |
| 5          | Defensa        | Yulián Anchico     | 45' |
| 26         | Defensa        | Yerry Mina         |     |
| 11         | Defensa        | Leyvin Balanta     |     |
| 21         | Defensa        | Francisco Meza     |     |
| 30         | Centrocampista | Yeison Gordillo    |     |
| 13         | Centrocampista | Sebastián Salazar  |     |
| 20         | Centrocampista | Luis Manuel Seijas |     |
| 17         | Centrocampista | Juan Daniel Roa    | 79' |
| 28         | Delantero      | Daniel Angulo      | 63' |
| 19         | Delantero      | Wilson Morelo      |     |
| Entrenador | Entrenador     | Gerardo Pelusso    |     |

| 1          | Guardameta     | Sebastián Viera          |     |
| 5          | Defensa        | Andrés Correa            |     |
| 6          | Defensa        | William Tesillo          |     |
| 13         | Defensa        | Iván Vélez               |     |
| 20         | Defensa        | Juan Guillermo Domínguez |     |
| 28         | Centrocampista | Guillermo Celis          |     |
| 8          | Centrocampista | Gustavo Cuéllar          |     |
| 11         | Centrocampista | Luis Narváez             |     |
| 16         | Delantero      | Vladimir Hernández       | 85' |
| 21         | Delantero      | Juan David Pérez         | 72' |
| 14         | Delantero      | Édison Toloza            | 46' |
| Entrenador | Entrenador     | Alexis Mendoza           |     |

| 7  | Centrocampista | Omar Pérez        | 46' |
| 31 | Delantero      | Yair Arboleda     | 63' |
| 14 | Delantero      | Baldomero Perlaza | 79' |

| 9  | Delantero      | Roberto Ovelar | 46' |
| 10 | Delantero      | Jorge Aguirre  | 72' |
| 18 | Centrocampista | Yhonny Ramírez | 85' |

| Anotado | 2' | Luis Manuel Seijas | 1-0 |

| Amonestado | 26' | Yulián Anchico     |
| Amonestado | ??' | Luis Manuel Seijas |

| Amonestado           | 90+6' | Andrés Felipe Correa |
| Amonestado           | 90+5' | Luis Narváez         |
| Amonestado           | 90+4' | Sebastian Viera      |
| Amonestado           | 88'   | Jorge Aguirre        |
| Amonestado           | 85'   | Vladimir Hernandéz   |
| Otorgado · Expulsado | 82'   | William Tesillo      |
| Amonestado           | 60'   | Gustavo Cuellar      |
| Amonestado           | 39'   | William Tesillo      |

| Árbitro             | Adrián Velez     |
| Árbitros asistentes | Humberto Clavijo |
| Árbitros asistentes | Rolando Guevara  |
| Cuarto árbitro      | Jorge Sierra     |

## Ganador
| Bandera del Departamento del Atlántico |
| Campeón Junior Primer título           |

## Reacciones
Partido de ida
Partido de vuelta